# Marreca-cabocla
Dendrocygna autumnalis, popularmente marreca-asa-branca, asa-branca, marreca-cabocla,  também marreca-verdadeira ou marajoaraé, uma espécie de marreca presente em quase todo o continente americano, comum na Amazônia brasileira. Tais aves chegam a medir até 48 cm de comprimento, com dorso ferrugíneo, fronte cinzenta, barriga negra, asas com grande mancha branca visível em voo, bico e pés vermelhos. Também são conhecidas pelos nomes de asa-branca, marajoara, marreca-asa-branca, marreca-grande-de-marajó e paturiaçu.